# 遊☆戯☆王デュエルモンスターズ 最強カードバトル!
『遊☆戯☆王デュエルモンスターズ 最強カードバトル!』(ゆうぎおうデュエルモンスターズ さいきょうカードバトル!）は、コナミデジタルエンタテインメントから2016年7月6日に配信開始のテレビアニメ『遊☆戯☆王デュエルモンスターズ』を題材としたニンテンドー3DS用無料ダウンロード（課金要素有り）の対戦型カードゲーム。

## 概要
『遊☆戯☆王デュエルモンスターズ』の世界を舞台とした作品。
スピードデュエルのルールを採用している。ただし、フィールドゾーンはない。収録枚数は従来に比べると過去最少であり、最初期のGB版よりも少ない。同ルールで使いにくいカードを中心に大幅にカットされているためである。速攻魔法、フィールド魔法、儀式魔法及び儀式モンスター、トークンに関連するカードは収録されていない。さらにシナリオ中に使えるのは構築済みデッキのみで自由にデッキ作成出来るのはクリア後となる。
ゲーム中に登場するモンスターはほぼ全て3Dで描かれているが、ダウンロードコンテンツのデッキに投入されているカードの一部（「悪魔竜ブラック・デーモンズ・ドラゴン」や超重武者全般など）はイラスト自体が立体化されている。

## ストーリー
原作のバトルシティ編と王（ファラオ）の記憶編の間を舞台としているが、本来はまだ存在しないシンクロ召喚・エクシーズ召喚も普通に存在している。(ただし、遊戯や原作のキャラクターは使用しない。)
海馬コーポレーション社長の海馬瀬人が次世代のデュエリストにデュエルの素晴らしさを知ってもらうため、小学生大会「レジェンド・チャレンジ」を企画。上位入賞者にはバトルシティで活躍した伝説のデュエリストへの挑戦権が与えられる。主人公はデュエルキング（武藤遊戯）に挑戦するため大会に参加する。
使用できるデッキは海馬コーポレーションが用意した貸し出しの構築済みデッキのみとなる。

## ゲームシステム
デュエル
『遊☆戯☆王ARC-V オフィシャルカードゲーム』のスピードルールで戦うスピードデュエル方式のみ。
デッキ作成
各デュエリストとデュエルするともらえる素材カードを規定枚数集めるとデッキの作成/強化ができる。作成できるのは各デュエリストの使用デッキ（例外あり）。
プレゼントをもらう
1日1回インターネット経由でプレゼントをもらえる。
DLCショップ
インターネット経由で有料追加ダウンロードコンテンツを購入できる。
通信対戦
3DS本体・本ソフト各2つでローカルプレイ通信対戦が可能。Wi-Fi通信での対戦には対応していない。

## 登場人物

### オリジナル
主人公
声 - 武藤真子
本作の主人公。少年。初期使用デッキは「ジェムナイト技」(変更可)。微弱ながら「人の心の声が聞こえる」という能力を持ち、クリア後にバクラに勝利すると闇の力でそれが強化。未来の決闘者達との戦いのステージに入れるようになる。
ストロング十九
声 - 室元気
小学生デュエル四天王の1人。小学5年生男子。「セイバーザウルス」をはじめとした攻撃力の高いカード（おもに1900）を好む。使用デッキは「X-セイバー・スラッシュ」。強化カードの使用時に「ストローング！」と叫ぶ癖がある。攻撃力の高いモンスターを魔法カードで強化して力押しを仕掛けるスタイル。
サイキック天道
声 - 村瀬迪与
小学生デュエル四天王の1人。小学4年生男子。デュエル中に何かと擬音を交えて喋るのと、語尾の「～なのだ」が口癖。サイキック族を好む。使用デッキは「サイキックパワー」。ライフを犠牲に強力なコンボを狙い、減少したライフを「メンタルスフィア・デーモン」でリカバーする戦術を用いる。また、融合モンスターを破壊するトラップを投入しており、初期のジェムナイトデッキで勝つことは困難。
ライト月子
声 - 清都ありさ
小学生デュエル四天王の1人。小学4年生女子。ダーク黒田の妹。普段はおとなしいがデュエル中は性格が変わる。光属性を好む。使用デッキは「リバース・ワーム」。リバース効果と魔法・トラップで攻撃力を下げる、コントロールを奪うなど、嫌がらせに特化した構成となっている。
ダーク黒田
声 - 古川慎
小学生デュエル四天王のリーダー格。小学5年生男子。ライト月子の兄。いわゆる「厨二病」そのものの言動に染まっている他、かなりのシスコン。闇属性を好む。使用デッキは「ダークネスヴェルズ」。エクシーズ召喚とカードの除外を主軸としている。
ガイドさん
声 - 大地葉
海馬コーポレーションのアルバイト女性。ルール説明・大会受付・デッキ交換・大会司会他、あらゆる面で大会をサポートする。実は本人も決闘者で、かなり強い。なお彼女のデッキのみ自動作成は出来ず、対応カードを集めてデッキビルドで構築することになる。

### 遊戯王デュエルモンスターズ
ルールの都合でデッキ枚数20枚に編集されている。そのためか全体的に原作のモンスターが少ない。
武藤 遊戯
声 - 風間俊介
本人と闇遊戯の両方が登場するが、デッキは共有。
真崎 杏子
声 - 齊藤真紀
バトルシティには不参加だが初心者向けの特別枠として登場。装備魔法を主軸にした魔法使いデッキを使用する。
城之内 克也
声 - 高橋広樹
海馬 瀬人
声 - 津田健次郎
大会の主催者。
バクラ（獏良了）
声 - 松本梨香
闇人格のみの登場。クリア後に彼と対戦して勝利すると、後述のゲスト4人との対戦が出来る謎の大会に出場できるようになる。
マリク・イシュタール
声 - 岩永哲哉
表の人格のみ登場。闇人格はすでに消えているがバトルシティで準優勝したのは闇人格の方なので海馬に招待された事に複雑な心境を抱いている。
インセクター羽蛾
声 - 高乃麗
自分の使用する昆虫族デッキを最強デッキと称し主人公に勧めて同デッキ対決に持ち込もうとする。実際に使用するかはプレイヤーの自由だが勧められたデッキを使うと昆虫好き仲間に出会えたことに感激する。

### ゲスト
歴代作品の主人公。バクラによると主人公の特殊能力が見せる妄想か未来のビジョンとして登場。（時間軸・世界観が違うため）
遊城 十代
声 - KENN
『GX』からの登場。
不動 遊星
声 - 宮下雄也
『5D's』からの登場。
九十九 遊馬
声 - 畠中祐
『ZEXAL』からの登場。
榊 遊矢
声 - 小野賢章
『ARC-V』からの登場。本作唯一のペンデュラム使いで、彼のデッキを構築するか、DLCで特定のデッキを購入しないとペンデュラム召喚は使用できない。

## キャンペーン
- ブルーアイズを手に入れろ
2016年7月16日から（なくなり次第終了）本ゲームをクリアして対象店舗に持っていくと小中学生限定で遊戯王OCGのウルトラレアカード「青眼の白龍(ブルーアイズ・ホワイト・ドラゴン)」がプレゼントされた。
- デュエルチャレンジ
TSUTAYAでDSで2016年7月6日から8月16日までゲーム内デッキ「トゥーンMAX」、8月17日から9月30日まで「バーニングジュラシックLv.1」のキャンペーンコードが入手できる。